# Lotus loweanus
Lotus loweanus é uma espécie de planta com flor pertencente à família Fabaceae. 
A autoridade científica da espécie é Webb & Berthel., tendo sido publicada em Histoire Naturelle des Îles Canaries 2: 87.

## Portugal
Trata-se de uma espécie presente no território português, nomeadamente no Arquipélago da Madeira.
Em termos de naturalidade é endémica da região atrás referida.

## Protecção
Não se encontra protegida por legislação portuguesa ou da Comunidade Europeia.